# Montesano sulla Marcellana
Montesano sulla Marcellana (Muntesàne in dialetto lucano) è un comune italiano di 6 243 abitanti della provincia di Salerno in Campania.

## Geografia fisica

### Territorio
II comune, il più orientale dell'intera regione Campania, è posto su un monte della catena della Maddalena (nell'Appennino lucano) a circa 850 m s.l.m. L'altitudine massima in tutto il comune è di 1447 m, la minima di 480. Ha una superficie di 109,36 km², compresa fra la piana del Calore ad occidente e la piana della Maddalena ad oriente. Il suo territorio si presenta montuoso interrotto dalle pianure di Magorno, Tardiano e Spigno. Il centro storico e culturale principale è il capoluogo, dove risiede la chiesa di Sant'Anna, costruita negli anni '50 da Filippo Gagliardi; il centro "commerciale" principale è la frazione Scalo. Sull'intero territorio è molto sviluppata la superficie boschiva, che con un'estensione superiore ai 4000 ettari, è tra le più consistenti del Vallo di Diano.
È situato nel sud-est della regione Campania.
- Classificazione sismica: zona 1 (sismicità alta), Ordinanza PCM. 3274 del 20/03/2003.

### Clima
Il clima è temperato caldo, umido a valle, e secco in quota. Vi sono inverni brevi, con temperature che possono essere molto basse, soprattutto nella zona degli altopiani. Le estati sono calde e le temperature possono presentarsi afose.

## Origini del nome
Si narra che gli abitanti di Marcellinum, paese situato a valle dell'odierna Montesano, a causa dell'aria malsana dovuta ai luoghi paludosi, ed in seguito ad epidemie di peste, si siano rifugiati in collina (a circa 850 m sul livello del mare) ove fu fondato, intorno all'anno mille, il nuovo paese che proprio per la salubrità dell'aria e delle sue numerose sorgenti fu denominato Montesano. Il toponimo "sulla marcellana" deriva dal luogo di origini Marcellinum e dalla strada Marcellana che lo attraversava.

## Storia
Dal 1811 al 1860 è stato capoluogo dell'omonimo circondario appartenente al distretto di Sala del regno delle Due Sicilie.
Dal 1860 al 1927, durante il regno d'Italia è stato capoluogo dell'omonimo mandamento appartenente al circondario di Sala Consilina.

## Monumenti e luoghi d'interesse

### Architetture religiose

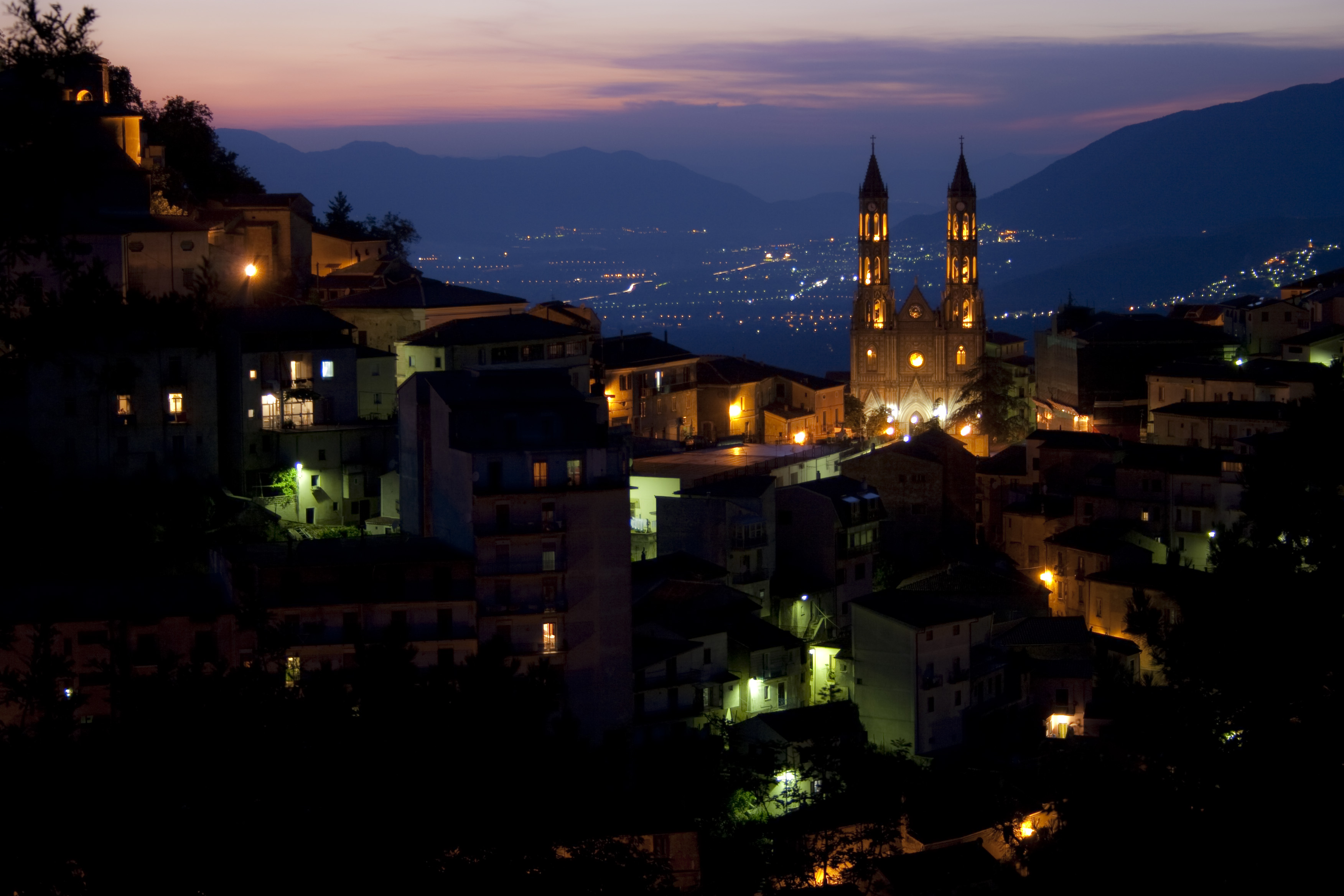
Chiesa di sant'Anna, veduta notturna, sullo sfondo il Vallo di Diano

- Abbazia di Santa Maria di Cadossa, complesso ecclesiastico risalente all'anno 1000, legata alla venerazione di San Cono di Riano anche conosciuto come San Cono da Teggiano.
- Grancia Basiliana di San Pietro, risalente all'XI secolo.
- Chiesa e convento dei Cappuccini risalente al XV secolo.
- Cappella di Sant'Antonio Abate, risalente al XIII secolo.
- Chiesa di Sant'Andrea, costruita nel 1300, crollata a seguito del terremoto del 1857, con successiva ricostruzione terminata nel 1931.
- Chiesa dell'Assunta, anche conosciuta con il nome di "Chiesa Nuova", fu costruita tra il 1718 e il 1731 per volere dei fratelli Pietro e Antonio Gerbasio, baroni del posto;
- Cappella di San Vito Martire;
- Cappella di Santa Maria delle Grazie;
- Chiesa di Sant'Anna, imponente edificio in stile neogotico che domina la piazza principale del paese, costruita tra il 1954 e il 1959 per volere del magnate Filippo Gagliardi.
- Chiesa di Santa Maria di Loreto, risalente al XVII secolo e completata nel 1871 (frazione Arenabianca);
- Chiesa del Sacro Cuore Eucaristico risalente al 1934 (frazione Scalo);
- Chiesa di San Gerardo Maiella, costruita negli anni '70 alla Frazione Tardiano;
- Cappella di San Espedito Martire risalente al 1924 (frazione Magorno);
- Cappella di San Vincenzo Ferreri risalente al 1973 (c.da Tempa la Mandra);
- Chiesa Evangelica Pentecostale ADI, luogo di culto della confessione cristiana protestante.

### Aree naturali
Il vasto territorio comunale, si articola su valli, monti e altopiani. Sul territorio a valle che delimita la fine del Vallo di Diano in direzione sud, sorge il secondo centro abitato del Comune, Montesano Scalo. In questa parte del territorio, al confine con i limitrofi comuni di Buonabitacolo, Casalbuono e Sanza, esiste da diversi anni ormai, il parco regionale "Cerreta - Cognola", un grande bosco di alberi secolari, al cui interno vengono allevati allo stato brado, diverse specie di animali, ormai quasi scomparse allo stato libero.
Risalendo il territorio comunale verso l'abitato capoluogo, si incontra la zona "termale", caratterizzata da una consistente presenza di sorgenti di acque oligominerali, e qui, nei pressi dello stabilimento termale, l'amministrazione comunale ha creato "un'oasi di benessere", un percorso pedestre attrezzato, dal quale si può godere anche di una bellissima vista panoramica.
Oltrepassato il capoluogo, si incontrano alcuni altopiani, posizionati a diverse altitudini che variano dai 900 ai 1200 metri. Il più vasto è la piana di Magorno - Tardiano, in questa pianura, di inverno se la piovosità lo consente, si forma un piccolo lago alluvionale. Se si decide di imboccare uno dei vari sentieri che si inerpicano su per i monti della Maddalena, tra boschi e prati, non è difficile imbattersi in mandrie di bovini lasciate libere di pascolare, in volpi e cinghiali.

## Società

### Evoluzione demografica
Abitanti censiti

### Etnie e minoranze straniere
La popolazione straniera totale è di 128 abitanti. Di seguito sono elencate le 5 maggiori nazionalità straniere:
| Posizione | Nazione di provenienza | Numero di abitanti |
| --------- | ---------------------- | ------------------ |
| 1         | Romania                | 52                 |
| 2         | India                  | 15                 |
| 3         | Ucraina                | 11                 |
| 4         | Marocco                | 10                 |
| 5         | Senegal                | 10                 |

## Cultura

### Musei
Nel capoluogo, è presente il museo civico, che conserva attrezzi e manufatti della vita contadina del secolo scorso.

### Eventi
Eventi principali a Montesano sulla Marcellana 16 gennaio: Fuoco organizzato dai giovani del paese, nella piazzetta di S'Antonio Abate, dedicato al santo
- Domenica successiva al 19 aprile: S. Espedito Martire (nella frazione di Magorno);
- 30 aprile: Fiera in onore di San Vincenzo e San Giuseppe dalle 7:30 alle 14:00 (loc: Tempa la Mandra, Filaro);
- 1º maggio: Festa di San Vincenzo e San Giuseppe;
- Ultima domenica di maggio: Festa di Sant'Antonio in Frazione Tardiano;
- Ultima domenica di maggio: Festa Maria SS. del Rosario (Montesano Capoluogo);
- 13 giugno e penultima domenica di giugno: Festa di Sant'Antonio dei Cappuccini, con processione verso il capoluogo.(Montesano Capoluogo);
- 29 giugno: Festa di San Pietro (Montesano Scalo);
- 17 luglio: Fiera Maria SS. del Carmine con festa religiosa la domenica successiva, spesso celebrata contemporaneamente con la confermazione (Montesano Capoluogo).
- Ultimo sabato di luglio: Festa in onore di Papa Giovanni Paolo II, nella località Capuana;
- Ultima domenica di luglio: Festa S. Anna (Magorno);
- Prima domenica di agosto: Festa di Santa Rita in frazione Prato Comune;
- Seconda domenica di agosto: Festa San Gerardo Maiella (Tardiano);
- 11-12 agosto: Premio "Filippo Gagliardi"[6];
- 16 - 19 agosto: Festa della Collina (Arenabianca);
- Domenica successiva al 16 agosto: Festa di San Rocco e San Nicola (Montesano Capoluogo);
- 7 settembre: Fiera Madonna di Loreto (Arenabianca);
- 8 settembre: Festa Madonna di Loreto (Arenabianca);
- 22 - 23 settembre: festa in Montesano scalo in onore di San Pio da Pietrelcina;
- 23 settembre: festa in Montesano Capoluogo in onore di San Pio da Pietrelcina
- 6 dicembre: Festa di San Nicola, Patrono;
- 13 dicembre: Festa di Santa Lucia (Arenabianca).[chiarire con fonti terze e autorevoli la rilevanza di ciascun evento]

## Economia
L'economia si basa prevalentemente su agricoltura e artigianato. L'allevamento zootecnico permette la produzione di salumi e derivati dalla lavorazione del latte. Sul territorio è presente uno stabilimento per l'imbottigliamento e produzione dell'acqua minerale.

## Infrastrutture e trasporti

### Strade
- Strada statale 19 delle Calabrie.
- Strada regionale 103/a
- Strada regionale 103/b
- Strada regionale 276 dir.
- Strada provinciale 51/b Innesto SS 19-Certosa di San Lorenzo-Arenabianca-Innesto SR ex SS 103 (km.ca 6+000).
- Strada provinciale 144 Innesto SR ex SS 103 (Prato Comune)-Montesano sulla Marcellana-Innesto SR ex SS 103.
- Strada provinciale 144 racc. Innesto sulla SP 103.
- Strada provinciale 144 racc/a Innesto SP 144-abitato di Montesano sulla Marcellana (P.zza F.Gagliardi).
- Strada provinciale 192 Innesto SS 19 (Scalo di Montesano)-Innesto SP 51/b (Arenabianca).
- Strada provinciale 377 Montesano Scalo-Innesto SR 103 (località Ponte).
- Strada provinciale 378 Innesto SS 19 (Lamicelle)-Innesto SS 517.

### Ferrovie
- Stazione di Montesano-Buonabitacolo sulla ferrovia Sicignano degli Alburni-Lagonegro (servizio sostitutivo con bus).

## Amministrazione

### Sindaci
Di seguito la lista dei primi cittadini dal 1988, elencati dal Ministero dell'Interno:
| Periodo        | Periodo           | Primo cittadino            | Partito                      | Carica  | Note |
| -------------- | ----------------- | -------------------------- | ---------------------------- | ------- | ---- |
| 13 luglio 1988 | 14 settembre 1990 | Petrosino Giuseppe Antonio | Democrazia Cristiana         | Sindaco |      |
| 7 giugno 1993  | 28 aprile 1997    | Fiore Volentini Donato     | PDS                          | Sindaco |      |
| 28 aprile 1997 | 14 maggio 2001    | Fiore Volentini Donato     | Lista Civica-Centro          | Sindaco |      |
| 14 maggio 2001 | 30 maggio 2006    | Manilia Antonio            | Lista Civica-Destra          | Sindaco |      |
| 30 maggio 2006 | 17 maggio 2011    | Manilia Antonio            | Lista Civica                 | Sindaco |      |
| 17 maggio 2011 | 5 giugno 2016     | Fiore Volentini Donato     | Lista Civica-Nuova Montesano | Sindaco |      |
| 5 giugno 2016  | 3 ottobre 2021    | Giuseppe Rinaldi           | Lista Civica-Nuova Montesano | Sindaco |      |
| 3 ottobre 2021 | in carica         | Giuseppe Rinaldi           | Lista Civica-Nuova Montesano | Sindaco |      |

### Gemellaggi
- Mercedes[10]
- Amantea[senza fonte]
- Valera[senza fonte]

### Altre informazioni amministrative
Il comune fa parte della Comunità montana Vallo di Diano.
Le competenze in materia di difesa del suolo sono delegate dalla Campania all'Autorità di bacino interregionale del fiume Sele.

## Sport

### Calcio
Le principali squadre di calcio sono l’A.S.D. Marcellino 2006 e il Real Montesano, militanti in Terza Categoria e disputano rispettivamente le partite casalinghe nello stadio comunale Felice Antonio De Filippo di Casalbuono e nello stadio comunale "Filippo Gagliardi" di Montesano Sulla Marcellana.